# Grandhotel Pupp
Il Grandhotel Pupp si trova a Karlovy Vary, una città del Distretto di Karlovy Vary nella Regione omonima, Repubblica Ceca. La sua costruzione risale all'inizio del XVIII secolo e rappresenta un importante richiamo turistico oltre che essere un albergo tra i più importanti in Europa.

## Storia

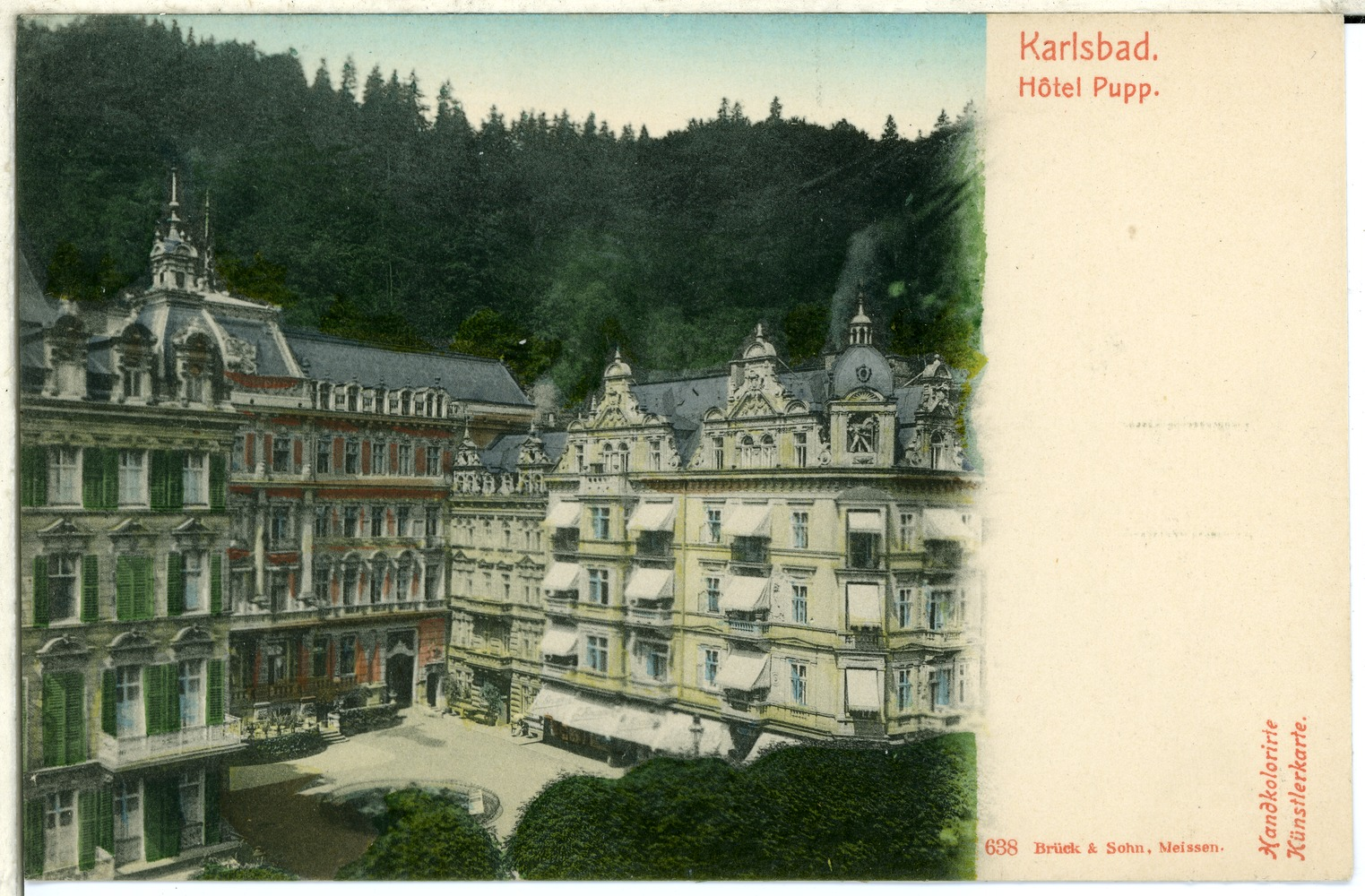
Il Grandhotel Pupp in una cartolina del 1898

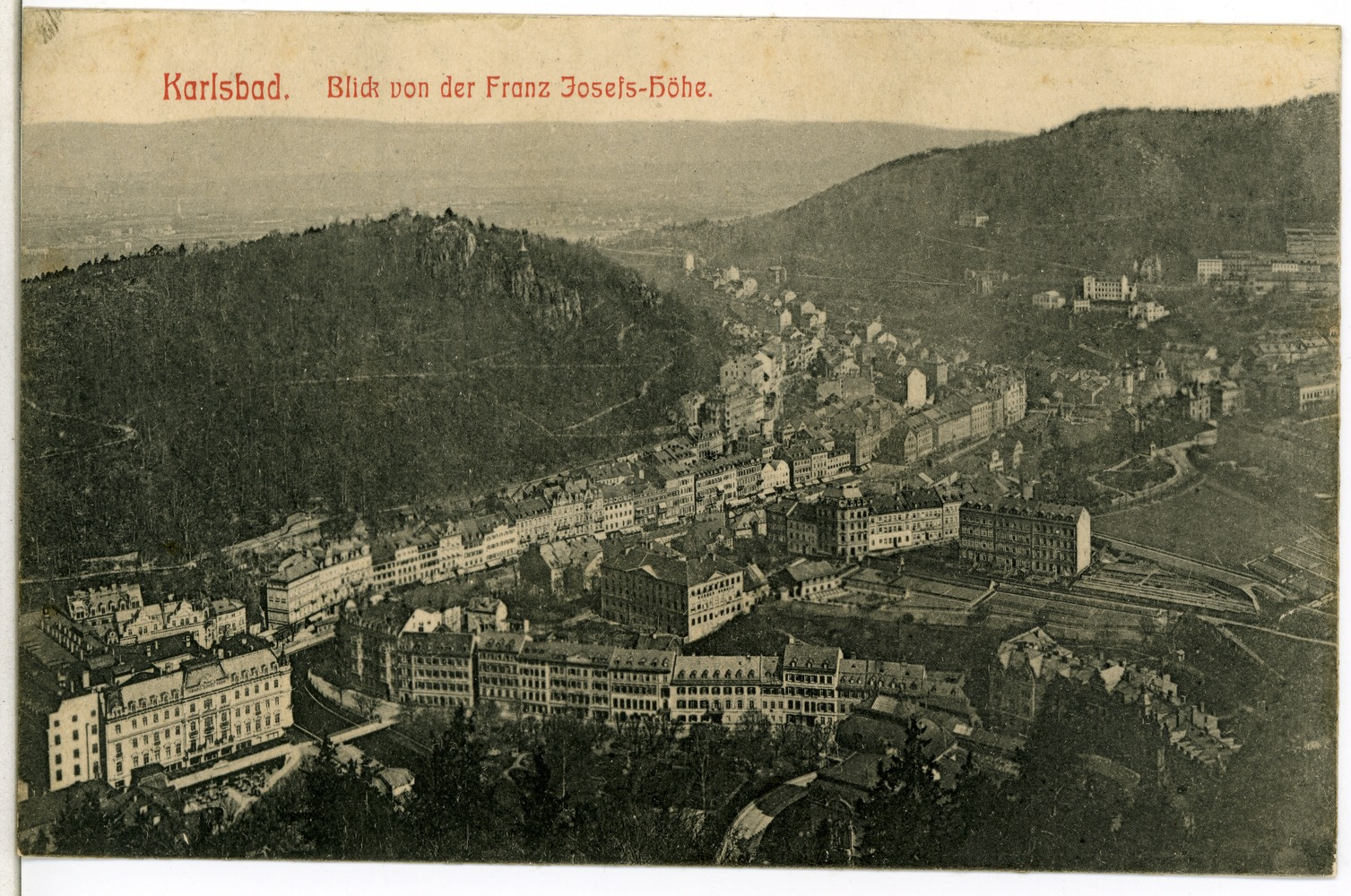
Panorama dall'alto con l'hotel, all'inizio del XX secolo

Il primo nucleo dell'hotel venne fondato nel 1701 dal pasticciere Johann Georg Pupp. Nel 1730
venne costruito l'edificio noto come Božího oko, che appartenne per molti anni alla famiglia Deiml e solo due secoli dopo fu acquistata per le esigenze dell'hotel. Nel 1759 la citta venne devastata da un grande incendio che colpì solo parzialmente l'hotel. Per un certo periodo la vicina Sala ceca divenne sede delle riunioni comunali e nel 1778 i Pupp l'acquistarono. I nuovi proprietari migliorarono il parco annesso con un nuovo filare di tigli, il cosiddetto vicolo Puppovská, che divenne rapidamente una popolare passeggiata termale. Il complesso iniziò a subire importanti lavori di ricostruzione negli anni settanta del XIX secolo e i fratelli Pupp acqustarono gli edifici circostanti per ampliare la struttura alberghiera. Tra il 1892 e il 1893, dopo la demolizione di alcune strutture vicine, fu costruito il nuovo Grandhotel Pupp secondo i progetti degli architetti viennesi Fellner e Helmer. Nel 1907 l'insieme dei singoli edifici fu finalmente fuso in un unico palazzo neobarocco. Nel 1936 i Pupp riuscirono ad acquistare l'ultima casa all'angolo e ad integrarla architettonicamente nell'ala trasversale del Grandhotel prima dell'inizio della seconda guerra mondiale. Sia gli interni sia l'esterno dell'hotel furono completamente restaurati dopo il 1989, con la fine dell'Unione Sovietica. 
L'hotel di lusso gode di fama mondiale e alcuni tra i moltissimi suoi ospiti sono stati Ludwig van Beethoven, Franz Kafka, Richard Wagner, Karl Marx, Leonid Il'ič Brežnev, Daniel Craig, Eva Green, Johnny Depp, Helen Mirren, oltre a numerosi altri.

### Origini del nome
Sin dalla sua fondazione ha quasi sempremantenuto il nome originale legato al suo primo proprietario, il pasticciere Johann Georg Pupp. Solo dopo la fine della seconda guerra mondiale e sino alla dissoluzione dell'Unione Sovietica l'hotel fu temporaneamente chiamato Moskva.

## Descrizione

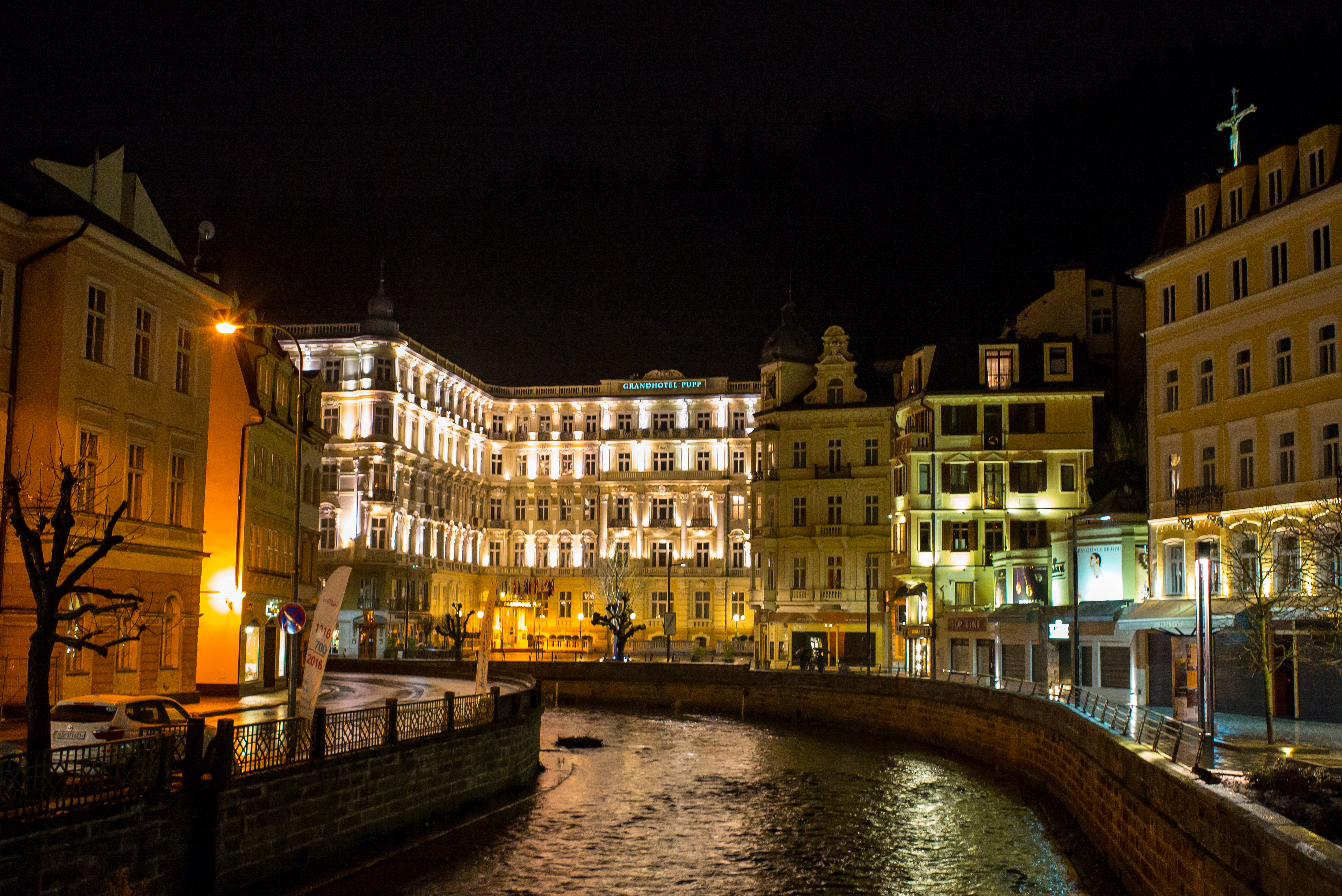
L'hotel illuminato nelle ore serali

Il Grandhotel Pupp si trova nella parte meridionale del centro abitato di Karlovy Vary. La sua struttura è imponente e monumentale, con il corpo di fabbrica centrale e ali ai suoi lati su una pianta a forma di T, dietro le quali si trovano gli edifici tecnici economici e operativi dell'hotel. Al piano terra dell'ala sinistra la zona vetrata appartiene al ristorante che collega il Grandhotel con il vicino Park Hotel. La facciata anteriore dell'ala perpendicolare presenta al piano terra alte finestre separate da lesene ribassate con decorazione in stucco di fasce, chiavistelli, acanto e conchiglie nella parte superiore. Al centro della facciata si trova una loggia incassata, sostenuta al primo piano da colonne con capitelli compositi, al secondo piano da cariatidi. Sul lato sinistro c'è l'ingresso principale dell'hotel. Gli interni sono curati e raffinati, arricchiti di decorazioni in stucco.

### Monumento culturale della Repubblica Ceca
La tutela dei monumenti della Repubblica Ceca considera il Grandhotel Pupp un monumento culturale tutelato col numero di catalogo 1000140003.

## Nella cultura di massa
Il Grandhotel Pupp è uno degli hotel tradizionali più antichi dell'Europa centrale. È
stato una location nel 2006 durante le riprese di Casino Royale. Nella finzione cinematografica è diventato l'Hotel Splendide in Montenegro. James Bond ha utilizzato il reale check-in e la sala ristorante, divenuta nell'occasione il Casino Royale.